# Kevin Humphreys

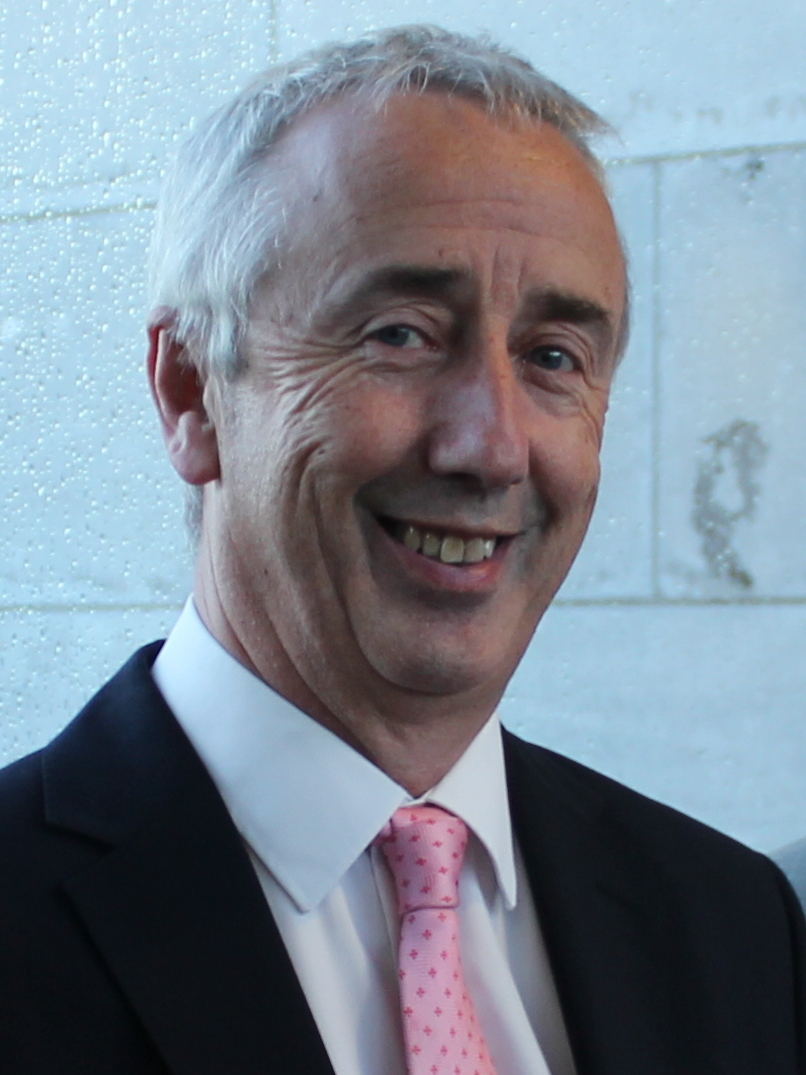
Kevin Humphreys (2014)

Kevin Humphreys (* 4. Februar 1958 in Ringsend, Dublin, Irland) ist ein irischer Politiker der Irish Labour Party. Im Oireachtas war er sowohl Teachta Dála als auch Senator. 

## Leben
Kevin Humphreys zog zunächst 1999 in den Dublin City Council für den Bereich South East Inner City ein. Den Sitz dort behielt er bis zu seinem Erfolg bei den Wahlen zum Dáil Éireann 2011 im Wahlkreis Dublin South-East.
Am 15. Juli 2014 wurde er in der Regierung Kenny I zum Staatsminister für Beschäftigung und soziale Unterstützung im Sozialministerium ernannt. Bei den Wahlen im Februar 2016 für den Wahlkreis Dublin Bay South verlor er sein Mandat im Dáil Éireann. Seine Zeit als Staatsminister endete schließlich am 6. Mai 2016. Zuvor war er über die Verwaltungsliste in den Seanad Éireann eingezogen.
Auch bei den Wahlen zum Dáil Éireann 2020 blieb er erfolglos. Er zog sich damit aus der Politik zurück.
Er ist mit 	Catherine Humphreys verheiratet. 